# Ardisia dolichocalyx
Ardisia dolichocalyx är en viveväxtart som beskrevs av A. Taton. Ardisia dolichocalyx ingår i släktet Ardisia och familjen viveväxter. Inga underarter finns listade i Catalogue of Life.